# تلعران
مدينة تلعران مدينة سورية تابعة لمحافظة حلب، تقع جنوب شرقي مدينة حلب وشمال السفيرة ويرأس مجلس مدينتها

السيد نوري كنكون بن جنيد.